# Bebelis angusta
Bebelis angusta là một loài bọ cánh cứng trong họ Cerambycidae.